# Bush (альбом)
Bush (стилизовано как BUSH) — тринадцатый студийный альбом американского рэпера Snoop Dogg, изданный 8 мая 2015 года на ITunes Radio и 12 мая 2015 года через такие лейблы как Doggystyle, I Am Other и Columbia Records. В записи альбома приняли участие Stevie Wonder, Charlie Wilson и другие музыканты в жанре ритм-н-блюз.
После выпуска Bush, альбом получил в целом положительные отзывы от музыкальных критиков. Альбом дебютировал под номером 14 в США Billboard 200.

## Об альбоме
28 августа 2014 года было выпущено видео, в которой было показано, как Снуп и Фаррелл работают вместе над песней В сентябре 2014 года, Снуп объявил в своем аккаунте Instagram о своей новой работе вместе с Фаррелл.. LP Bush, является первым студийным альбомом, который был полностью записан в жанре хип-хоп после выпуска своего альбома Doggumentary; выпущенный 29 марта 2011 года. С тех пор Снуп и его хороший друг Уиз Халифа выпустили саундтрек Mac & Devin Go to High School. вместе с синглом «Young, Wild & Free», который попал в чарт Billboard Hot 100. Песня была номинирована на Грэмми в категории «Лучшая рэп песня». В 2013 году Снуп сменил свой псевдоним на Снуп Лев Snoop Lion, и выпустил свой первый регги и двенадцатый студийный альбом, названный как Reincarnated, который попал на 56-ю церемонию «Грэмми» в категории Лучший регги альбом. В конце 2013 года Снуп вновь сменил своё прозвище на Snoopzilla, позаимствованный для имени у Bootzilla и поработал с музыкальным продюсером Dâm-Funk, чтобы выпустить совместный альбом, который полностью был записан в жанре фанк: 7 Days of Funk (2013).
В январе 2015 года стало известно название нового, на тот период, альбома Снупа с его слов на Consumer Electronics Show, которая произошла в Лас-Вегасе, штат Невада, США.
Альбом был спродюсирован Фарреллом Уильямсом и Чадом Хьюго. Фаррел и Snoop Dogg вместе работали и раньше на альбомах Снуп Дога: Paid tha Cost to Be da Boss (2002), R&G (Rhythm & Gangsta): The Masterpiece (2004) и Tha Blue Carpet Treatment (2006). Совместная работа между двумя артистами, дала несколько успешных синглов, включая: «From tha Chuuuch to da Palace», «Beautiful», «Drop It Like It’s Hot» и другие.
Альбом Bush получил в целом положительные отзывы от музыкальных критиков. Metacritic, поставил 69 из 100 баллов альбому на основе 20 обзоров.
| Совокупная оценка    | Совокупная оценка |
| Источник             | Оценка            |
| -------------------- | ----------------- |
| Metacritic           | 69/100            |
| Оценки критиков      |                   |
| Источник             | Оценка            |
| AllMusic             | [ 1 ]             |
| Billboard            | [ 18 ]            |
| Consequence of Sound | C                 |
| The Guardian         | [ 20 ]            |
| HipHopDX             | [ 21 ]            |
| NME                  | 7/10              |
| Los Angeles Times    | [ 23 ]            |
| Pitchfork Media      | 6.5/10            |
| Rolling Stone        | [ 25 ]            |
| XXL                  | (XL)              |

## Список композиций
| №   | Название                                                                 | Автор(ы) | Длительность |
| --- | ------------------------------------------------------------------------ | --- | ------------ |
| 1.  | «California Roll» (при участии Стиви Уандера и Фаррелла Уильямса*)       | Calvin Broadus, Jr. Stevland Judkins Pharrell Williams                                                        | 4:12         |
| 2.  | «This City» (при участии Чарли Уилсона*)                                 | Broadus P. Williams                                                                                           | 3:33         |
| 3.  | «R U A Freak» (при участии Чарли Уилсона* и Фаррелла Уильямса*)          | Broadus P. Williams                                                                                           | 3:45         |
| 4.  | «Awake» (при участии Чарли Уилсона* и Фаррелла Уильямса*)                | Broadus Charles Kent P. Williams                                                                              | 3:43         |
| 5.  | «So Many Pros» (при участии Чарли Уилсона* и Фаррелла Уильямса*)         | Broadus P. Williams Chad Hugo                                                                                 | 4:06         |
| 6.  | «Peaches N Cream» (при участии Чарли Уилсона)                            | Broadus Kent Cornell Haynes, Jr. Garry Shider] George Clinton P. Williams Robert Ginyard, Jr. Walter Morrison | 4:43         |
| 7.  | «Edibles» (при участии T.I.)                                             | Broadus Clifford Harris, Jr. P. Williams                                                                      | 3:21         |
| 8.  | «I Knew That»                                                            | Broadus P. Williams                                                                                           | 3:59         |
| 9.  | «Run Away» (при участии Гвен Стефани и Фаррелла Уильямса*)               | Broadus Gwen Stefani P. Williams                                                                              | 5:13         |
| 10. | «I'm Ya Dogg» (при участии Кендрика Ламара, Рика Росса и Чарли Уилсона*) | Broadus Kendrick Lamar Duckworth William Roberts II P. Williams                                               | 4:38         |

*Не указаны в трек-листе
Примечания
- В песне «California Roll» также поёт Pharrell Williams, который не указан как исполнитель в песне.
- В песне «This City» также поёт Charlie Wilson & Kelly Sheehan, которые не указаны как исполнители в песне.
- В песне «R U A Freak» также поёт Charlie Wilson & Rhea Dummett, которые не указаны как исполнители в песне.
- В песне «So Many Pros» также поёт Charlie Wilson, Pharrell Williams, Justin Timberlake, Chad Hugo & Rhea Dummett, которые не указаны как исполнители в песне.
- В песне «I'm Ya Dogg» также поёт Charlie Wilson & Rhea Dummett, которые не указаны как исполнители в песне.

## Чарты и сертификации
| Австралия (ARIA)                       | 32 |
| Australian Urban Albums (ARIA)         | 13 |
| Австрия (Ö3 Austria)                   | 34 |
| Бельгия/Фландрия (Ultratop)            | 45 |
| Бельгия/Валлония (Ultratop)            | 42 |
| Канада (Canadian Albums Chart)         | 13 |
| Дания (Hitlisten)                      | 35 |
| Нидерланды (Album Top 100)             | 35 |
| Франция (SNEP)                         | 23 |
| Германия (Offizielle Top 100)          | 32 |
| Италия (Classifica album)              | 31 |
| New Zealand Albums (Recorded Music NZ) | 39 |
| Норвегия (VG-lista)                    | 32 |
| Шотландия (Scottish Albums Chart)      | 39 |
| Испания (PROMUSICAE)                   | 89 |
| Швейцария (Schweizer Hitparade)        | 15 |
| Швеция (Sverigetopplistan)             | 58 |
| Великобритания (UK Albums Chart)       | 25 |
| Великобритания (UK R&B Albums Chart)   | 2  |
| США (Billboard 200)                    | 14 |
| США (Billboard Top R&B/Hip-Hop Albums) | 1  |
| US R&B Albums (Billboard)              | 1  |

| Чарт (2015)                           | Высочайшая позиция |
| ------------------------------------- | ------------------ |
| US Top R&B/Hip-Hop Albums (Billboard) | 70                 |

## История выпуска
| Страна         | Дата         | Формат(ы)               | Лейбл               |
| -------------- | ------------ | ----------------------- | ------------------- |
| Великобритания | 11 мая 2015  | CD Цифровая дистрибуция | Columbia            |
| США            | 12 мая 2015  | CD Цифровая дистрибуция | Columbia Doggystyle |
| США            | 11 июля 2015 | Грампластинка           | Columbia Doggystyle |